# Colós de Ramsès II
El Colós de Ramsès II és una estàtua del faraó Ramsès II realitzada en pedra silícia amb una alçada original de 13 metres i un pes de 83 tones. El nom del faraó apareix gravat al pit, a la sivella del cinturó i a l'espatlla dreta.
Fa 3.200 anys, es va traslladar des de les pedreres d'Assuan fins al temple de Ptah, a l'antiga capital de Memfis, segle xiii a.C, per després estar perduda a les sorres durant mil·lennis. El 1820, va ser redescoberta per l'egiptòleg italià Giovanni Battista Caviglia qui va oferir el seu descobriment, el colós estirat de costat i trencat en sis trossos, a un duc italià que ho va rebutjar pel cost i dificultat del trasllat. Després, el Museu Britànic va rebutjar també una oferta similar de l'estàtua per part de Muhàmmad Alí Paixà, llavors governador d' Egipte. El colós havia perdut la part inferior de les cames, i amb això havia quedat reduït a 10,3 metres. El colós Ramsès va descansar entre les ruïnes de l'antiga Memfis (ara Mit-Rahina), a uns 25 quilòmetres al sud del Caire durant més de 130 anys. Es podia visitar al museu de Mit Rahina, a Memfis.
El 1954, el president d'Egipte, Gamal Abdel Nasser, va ordenar portar l'estàtua al Caire per celebrar el segon aniversari de la Revolució de 1952, que va abolir la monarquia constitucional, i per afirmar l'antic llegat d'Egipte. Els fragments van ser transportats en tancs i l'estàtua es va tornar a muntar, restaurar i erigir al centre de la plaça de Bab Al-Hadid, avui plaça Ramsés, davant de l'estació central de tren del Caire, al centre d'una rotonda.
El 2006, degut a les emissions dels vehicles que podien danyar l'escultura de granit vermell, el govern egipci la va traslladar a Guiza, en previsió d'instal·lar-la a l'entrada del Gran Museu Egipci.
El 2018, va ser transportada en una gàbia de metall feta a mida que descansava sobre dos llits de remolc fins al Gran Museu Egipci en construcció, amb la intenció de formar part de la col·lecció permanent.